# Floresta Nacional de Bridger-Teton
A Floresta Nacional de Bridger-Teton situa-se no ocidente do estado do Wyoming nos Estados Unidos. Ocupa uma superfície de aproximadamente 13 800 km², o que a torna a segunda maior floresta nacional dos Estados Unidos da América situada fora do Alasca.
Esta área de conservação estende-se desde o Parque Nacional de Yellowstone, ao longo do limite do Parque Nacional de Grand Teton e daí ao longo da encosta ocidental da chamada divisória continental até ao extremo sul dos montes Wind River.
A floresta oferece cerca de 1,2 milhões de acres de terras selvagens, mais de 4800 km de estradas e trilhas e milhares de km de rios e córregos preservados. É um importante patrimônio americano.  